# مهدی کروش
مهدی کروش (انگلیسی: Mehdi Kerrouche؛ زادهٔ ۱۱ اکتبر ۱۹۸۵) بازیکن فوتبال اهل الجزایر است.
از باشگاه‌هایی که در آن بازی کرده‌است می‌توان به باشگاه فوتبال ناوال، باشگاه فوتبال سوئیندون تاون، باشگاه فوتبال آکسفورد یونایتد، باشگاه فوتبال العروبی امارات، باشگاه فوتبال اتحاد الجزایر، و باشگاه فوتبال قسنطینه اشاره کرد.